# Sangam-dong
Sangam-dong là một dong (phường) của quận Mapo ở Seoul, Hàn Quốc. Sau FIFA World Cup 2002, một khu phức hợp chung cư lớn và khu thương mại DMC đã được xây dựng và phát triển thành trung tâm phía tây Seoul.

## Địa điểm nổi tiếng
- Nanjido (난지도 蘭芝島)
- Công viên World Cup (월드컵공원)
  - Công viên Millennium (밀레니엄공원)
  - Công viên Bầu trời (하늘공원)
  - Công viên Pyeonghwa (평화공원 平和公園)
  - Công viên Noeul (노을공원)
  - Công viên Nanjicheon (난지천공원)
  - Công viên Nanji Công dân Hangang (한강시민난지공원)
- Viện lưu trữ Điện ảnh Hàn Quốc (한국영상자료원)
  - Bảo tàng Điện ảnh Hàn Quốc Jodin Leeso (한국영화박물관)
  - Cinematheque KOFA (시네마테크 KOFA)
  - Thư viện Tham khảo Điện ảnh Hàn Quốc (영상자료실)
- Trung tâm CJ ENM (씨제이 이엔엠 센터) (phòng thu phát sóng và thu âm của nhiều chương trình Mnet có khán giả tại trường quay như chương trình âm nhạc trực tiếp hàng tuần M! Countdown)[4]
- Munhwa Broadcasting Corporation (MBC) (문화방송)
- Gugak FM (국악방송)
- KT SkyLife (KT스카이라이프)
- YTN Newsquare (YTN뉴스퀘어)
- JTBC
- Trung tâm Truyền thông KBS (KBS Media Center) (KBS미디어센터)
- SBS Prism Tower (SBS프리즘타워)
- Traffic Broadcasting System (TBS) (교통방송)
- Cơ quan Quản lý Giao thông Đường bộ (The Road Traffic Authority) (도로교통공단)
- STATV (스타티비)

## Giáo dục
Các trường học ở Sangam-dong:
- Trường Nhật Bản Seoul (서울일본인학교)[5]
- Trường tiểu học Sangam Seoul (서울상암초등학교)
- Trường tiểu học Sangji Seoul (서울상지초등학교)
- Trường tiểu học Haneul Seoul (서울하늘초등학교)
- Trường trung học cơ sở Sangam (상암중학교)
- Trường trung học phổ thông Sangam (상암고등학교)
- Trường Dwight Seoul

## Giao thông
Có thể đến Sangam-dong thông qua ga Digital Media City trên tàu điện ngầm Tuyến Seoul 6.